# Парк мавп Дзігокудані
Парк мавп Дзігокудані (яп. 地獄谷野猿公苑) — заповідник, що знаходиться поблизу міста Яманоуті, у повіті Сімо-Такай, префектура Нагано, Японія. Він є частиною національного парку Йошінетсу (локально відомий як Шігакоген), і розташований у долині річки Йокою, в північній частині префектури. Парк відкритий у 1964 році. Назва Дзігокудані, що означає «Пекельна долина», через пару і кип'яток, що виходить зі маленьких щілин у мерзлому ґрунті, в оточенні крутих скель і холодних лісах.

## Опис
Регіон відомий сильними снігопадами (сніг покриває землю протягом 4-х місяців на рік). Знаходиться на висоті 850 метрів, і є доступний тільки через вузьку двокілометрову стежку через ліс.
Заповідник славиться своєю великою популяцією диких японських макак (Macaca fuscata), що відомі як снігові мавпи, які переселяються в долину на зимівлю. Зима тут триває протягом 4-х місяців з сильними снігопадами. В теплу пору року мавпи живуть в інших місцях у національному парку. Мавпи спускаються з крутих скель і лісів у долину, щоб посидіти в теплих водах онсену Дзігокуя і повертаються до безпечних лісів у вечірній час.
Однак зараз, оскільки мавп підгодовує обслуговчий персонал, вони знаходяться поблизу гарячих джерел цілий рік, а тому візит в будь-яку пору року дозволить відвідувачеві спостерігати сотні макак. Макаки хлюпочуться у воді всією сім'єю, закриваючи очі від задоволення, а на березі перебирають і очищають шерсть один одному. Спостерігати за мавпами можна на відстані витягнутої руки: джерела не обгороджені, а примати настільки звикли до людей, що не бояться підійти до відвідувачів ближче. Унікальність місця — в можливості побачити японських макак у природному середовищі існування, серед стрімких скель і неприступних лісів.
Дзігокудані не є найпівнічнішою межею поширення мавп. Півострів Сімо-Кіта знаходиться в північній частині острова Хонсю, а північна межа знаходиться на 500 км або 310 миль на північ від Дзігокудані. Жоден примат (крім людини) не живе у такому холодному кліматі.

## Час роботи та вартість відвідування
З квітня по жовтень Дзігокудані відкритий з 8:30 до 17:00. У зимовому сезоні (з листопада по березень) час роботи парку — з 9:00 до 16:00. Він відкритий щодня; фіксованих вихідних немає. Але погані погодні умови можуть внести свої корективи в роботу заповідника — і він може бути закритий під час сильних хуртовин та снігових буревіїв. Будьте уважні: час відкриття і закриття парку орієнтовний і може бути змінено без попереднього повідомлення.
Вартість відвідування Jigokudani Yaen-koen становить 500 JPY (~$5,0) для дорослих і 250 JPY (~$2,5) для дітей. Вхід для малюків до п'яти років безкоштовний. Груповий квиток (від 20 осіб) обійдеться в 420 JPY (~$4,2) для дорослих і 210 JPY (~$2,1) для дітей. Вартість річного абонемента — 3000 JPY (~$30,0) для дорослих і 1500 JPY (~$15,0) для дітей.

## Поради
Якщо ви відвідуєте парк взимку, варто подбати про теплий одяг і взуття; в горах досить холодно і вогко. Навесні і восени варто вибрати промокне в непогоду взуття. Період з червня по серпень — не найкращий час для відвідування заповідника. У теплу пору року в Дзігокудані можна відчути класичний запах річкового зоопарку; до того ж у ці місяці мавпи практично не купаються в природних басейнах.
Годувати мавп, а також показувати їм їжу в парку заборонено. Відвідувачам не варто робити різких рухів, здатних налякати макак. Не варто торкатися до тварин, у тому числі до цікавих дитинчат, навіть якщо вони самі проявили до вас інтерес. Найбільш агресивну поведінку приматів можна спостерігати в осінні місяці; в інший час вони ведуть себе спокійніше.
Вхід на територію парку з іншими тваринами, в тому числі з собаками і кішками, заборонений.
Відео- та фотозйомка (в тому числі з використанням спалаху) дозволена. Але не варто діставати камери з чохла поруч з мавпами; такі дії можуть налякати тварин.

## Галерея

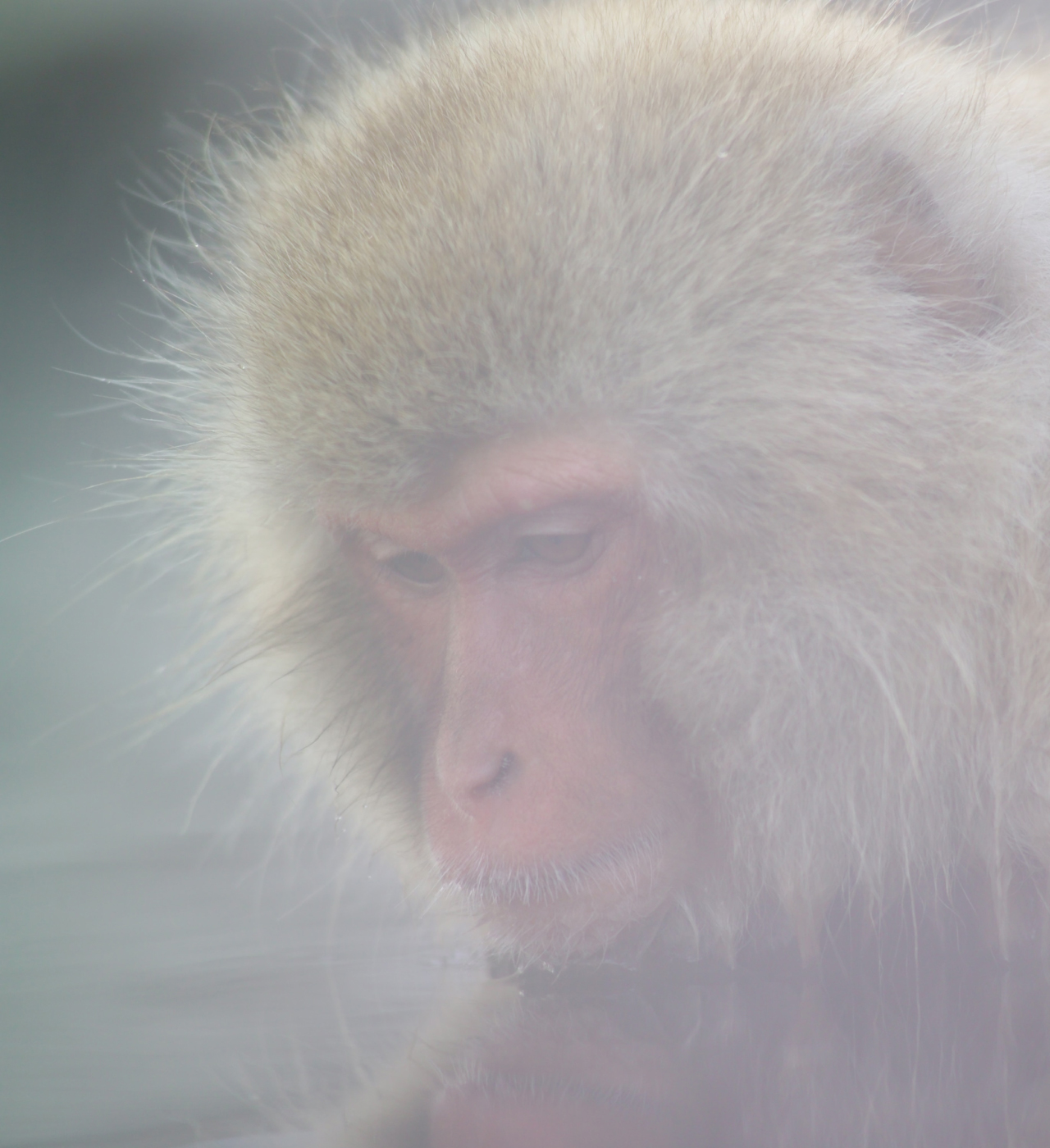
Макака приймає ванну
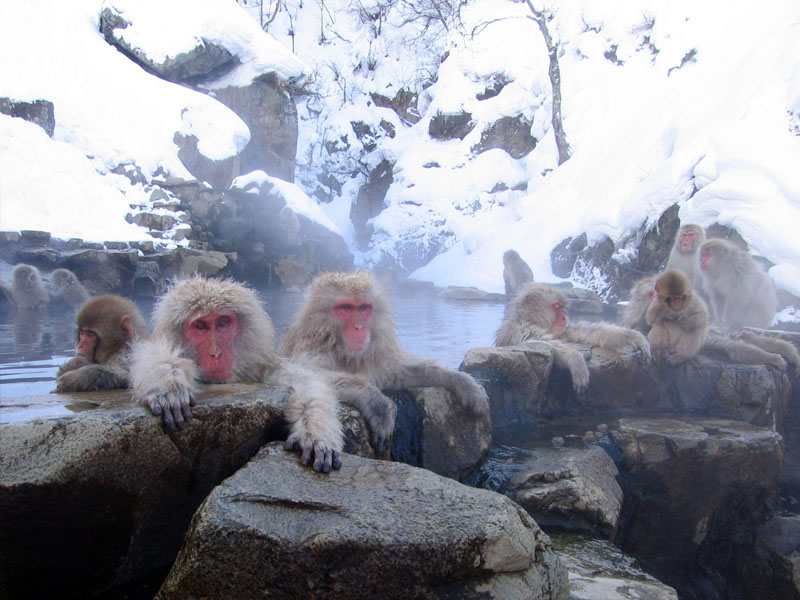
Макаки насолоджуються гарячою ванною
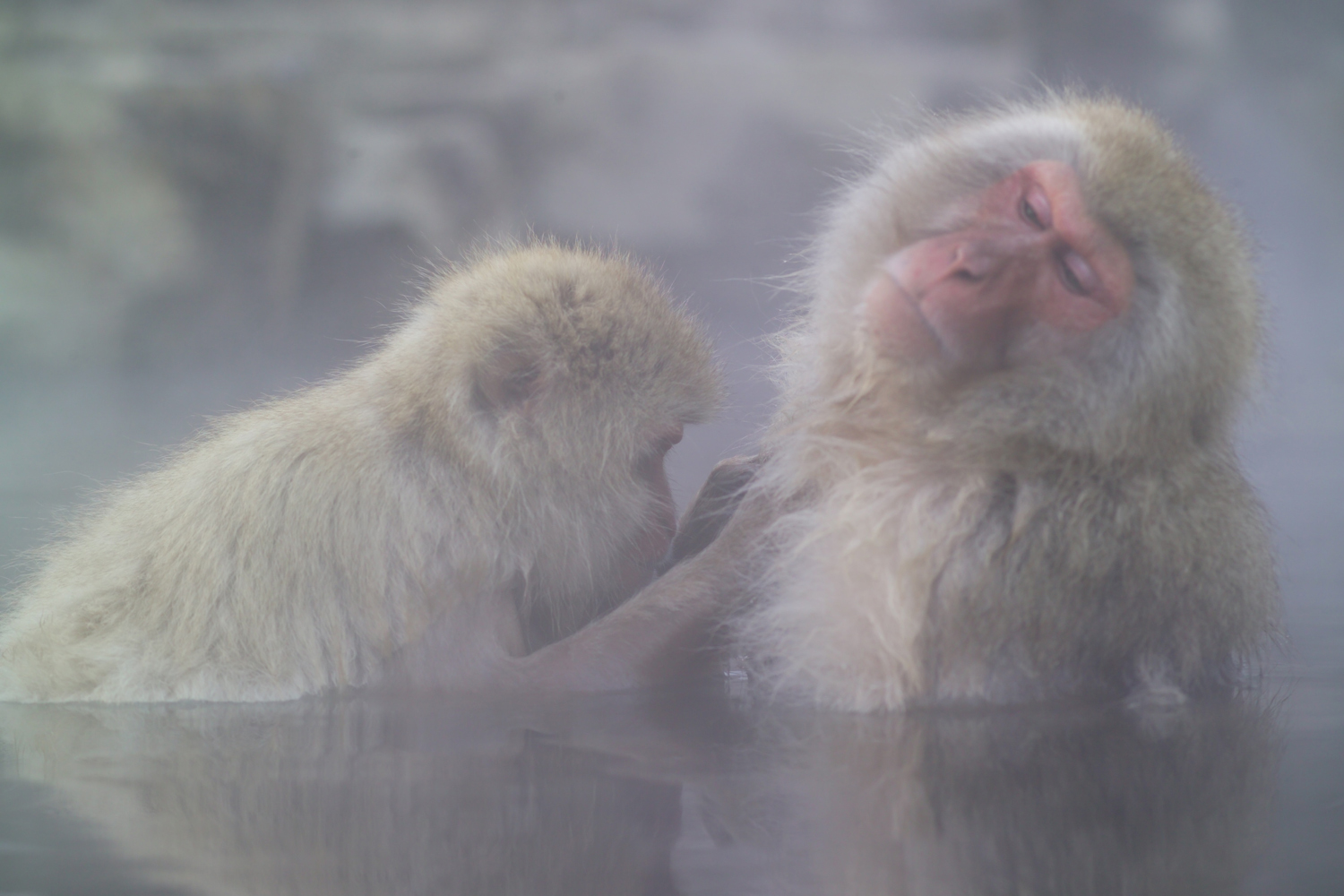
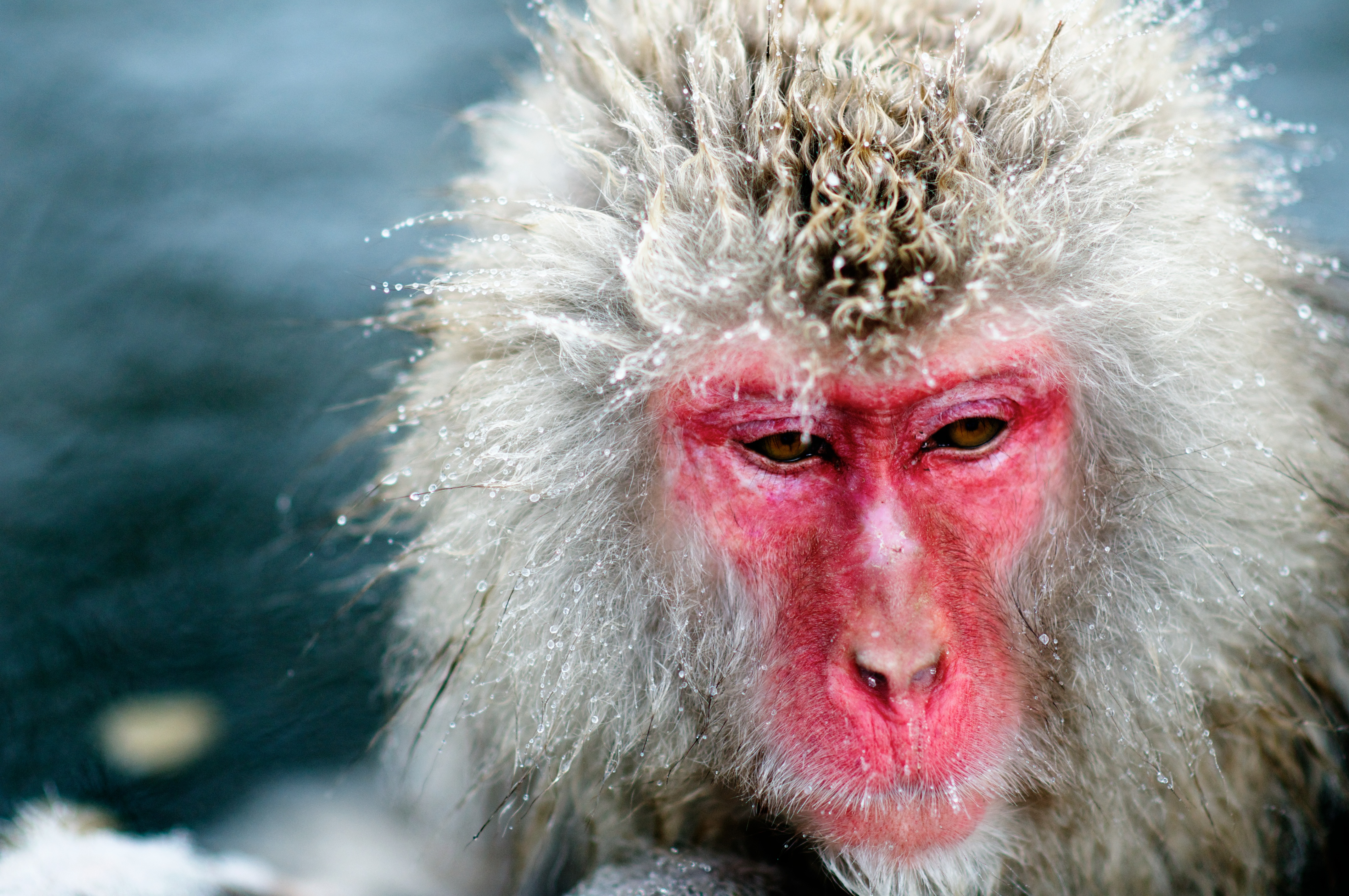
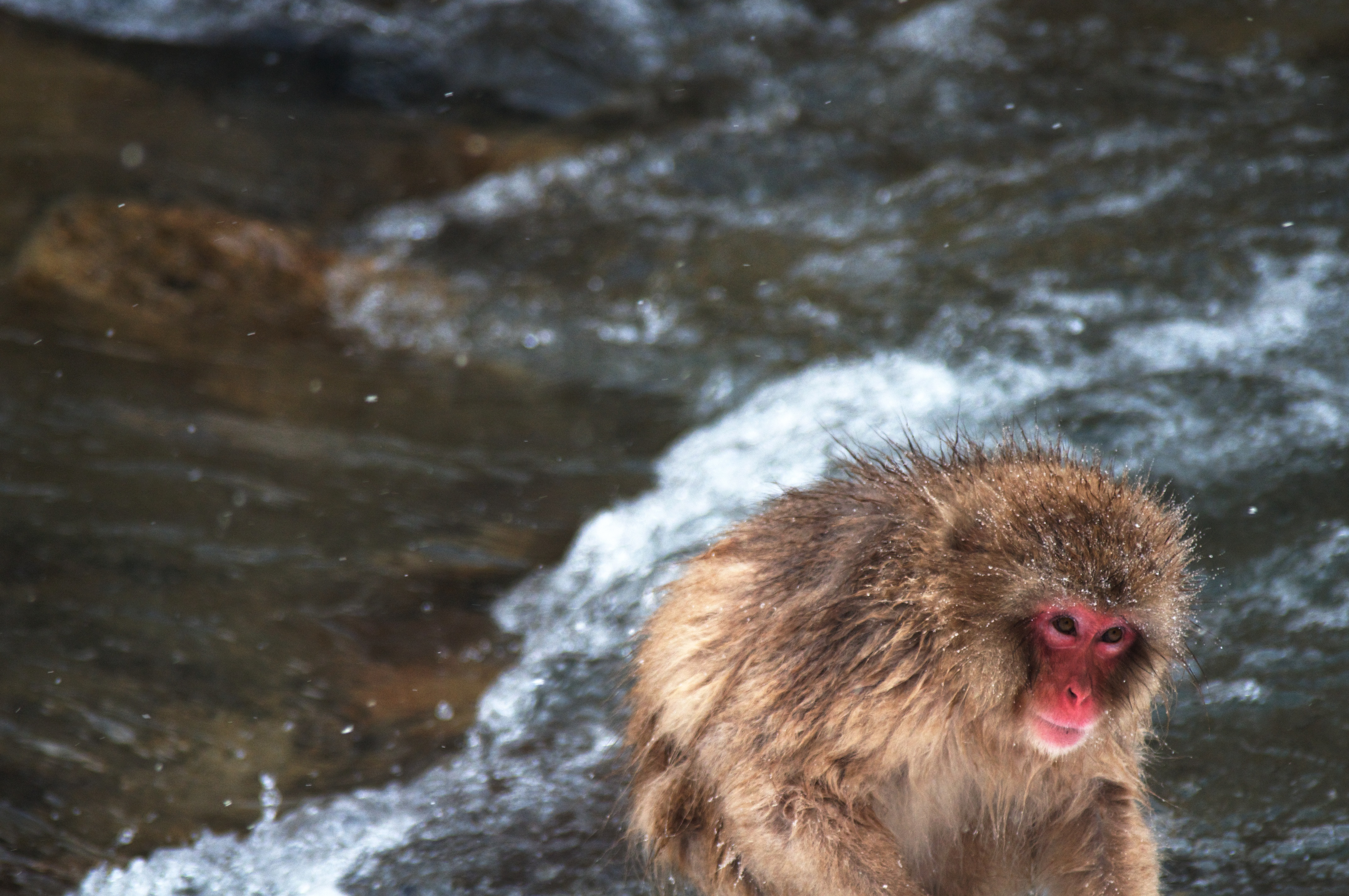
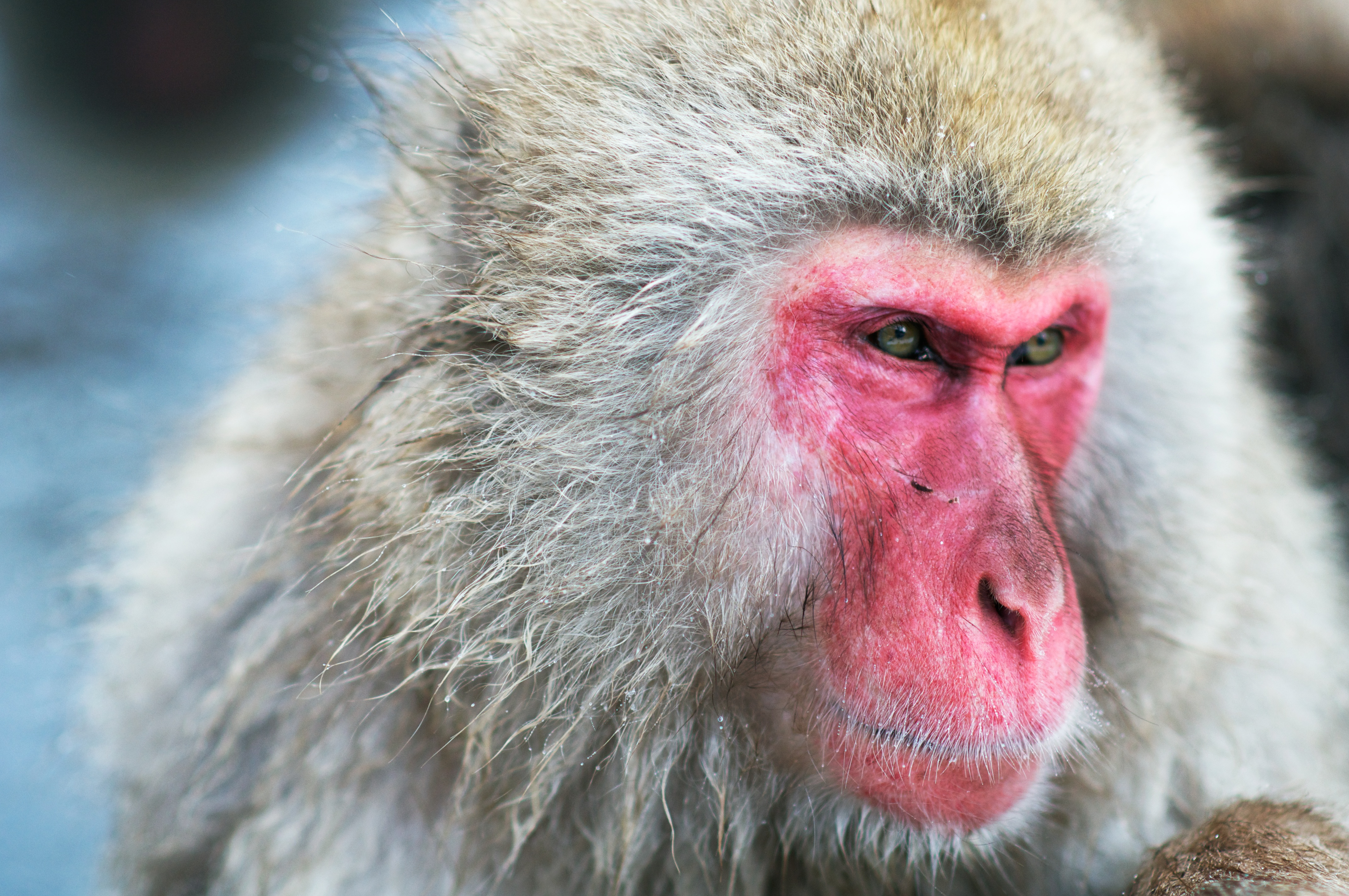
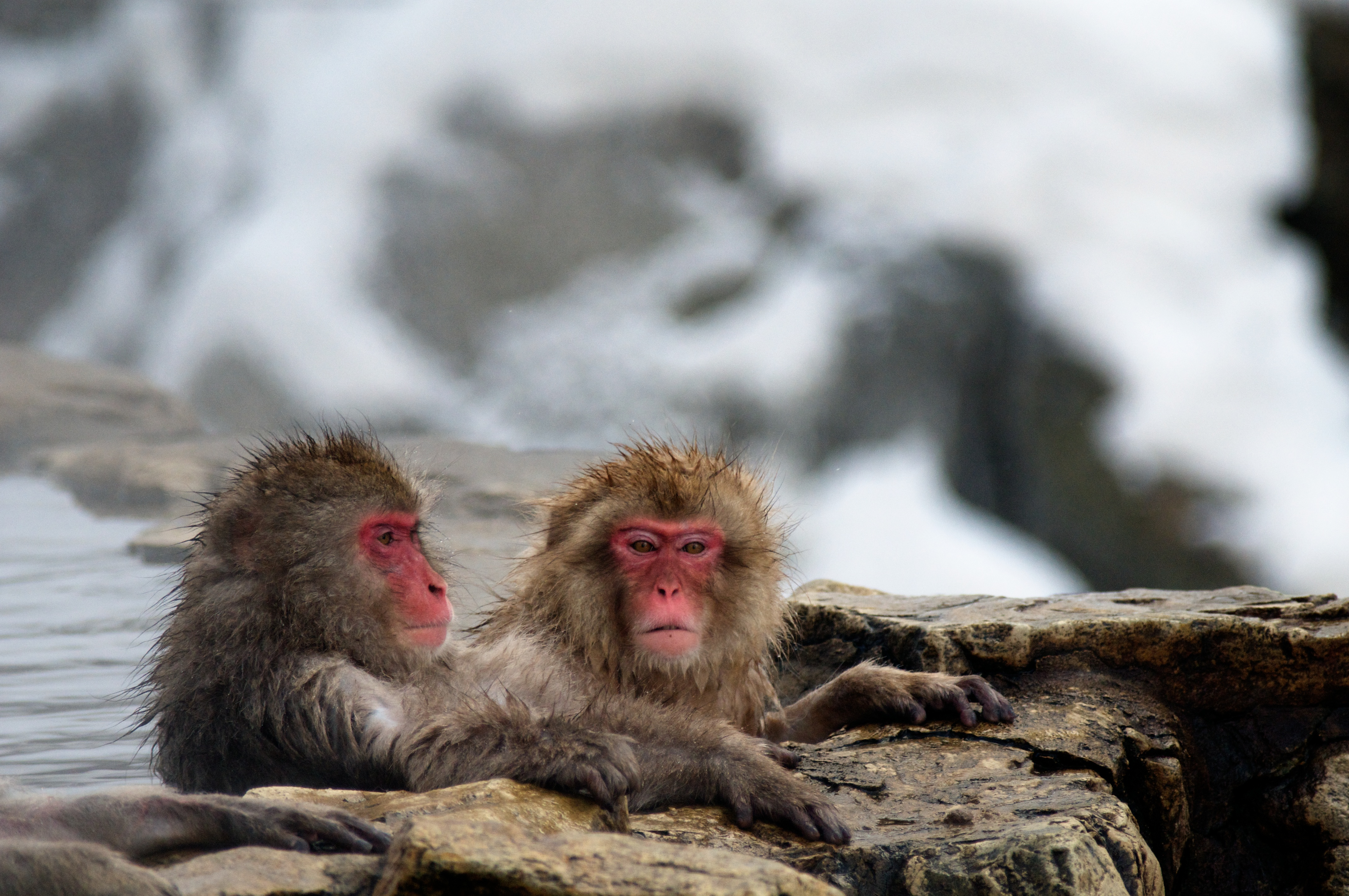